# Romney (Virgínia Ocidental)
Romney é uma cidade localizada no estado norte-americano de Virgínia Ocidental, no Condado de Hampshire.

## Demografia
Segundo o censo norte-americano de 2000, a sua população era de 1940 habitantes.
Em 2006, foi estimada uma população de 1971, um aumento de 31 (1.6%).

## Geografia
De acordo com o United States Census Bureau tem uma área de
2,4 km², dos quais 2,4 km² cobertos por terra e 0,0 km² cobertos por água. Romney localiza-se a aproximadamente 221 m acima do nível do mar.

## Localidades na vizinhança
O diagrama seguinte representa as localidades num raio de 32 km ao redor de Romney.